# Ampelozizyphus
Ampelozizyphus là một chi thực vật có hoa thuộc họ Táo (Rhamnaceae), chứa 3 loài đã biết ở vùng nhiệt đới Nam Mỹ.
Việc xếp chi này vào tông Ampelozizipheae dường như là thừa thãi, do nó chỉ chứa 1 chi duy nhất. Hiện nay, website của APG gộp cả 3 tông Ampelozizipheae (1 chi, 3 loài), Bathiorhamneae (1 chi, 7 loài) và Doerpfeldieae (1 chi, 1 loài) trong nhóm gọi là Ampeloziziphoids (hay nhóm Ampelozizyphoid).
Chi có quan hệ họ hàng gần nhất với Ampelozizyphus là Doerpfeldia ở Cuba.

## Các loài
Danh sách loài lấy theo Plants of the World Online:
- Ampelozizyphus amazonicus Ducke, 1935: Nhiệt đới Nam Mỹ; bao gồm miền bắc Brasil, Colombia, Guiana thuộc Pháp, Guyana, Peru, Suriname, Venezuela.
- Ampelozizyphus guaquirensis W.Meier & P.E.Berry, 2008:[6] Venezuela.
- Ampelozizyphus kuripacorum Aymard & Castro-Lima, 2015:[7] Colombia.